# ベッシー・カム
ベッシー・カム（Bessie Camm、1904年6月20日 - 2018年5月11日）は、イギリスのスーパーセンテナリアン。存命中のイギリスの最高齢者であった。
1904年6月20日、ノース・ヨークシャーに生まれる。1926年から1972年まで看護師として働いていた。第二次世界大戦が勃発する少し前に夫のジョンと結婚した。夫婦には子供がいなかった。晩年はサウス・ヨークシャー・ロザラムに住んでいた。長寿の秘訣は何かと聞かれると、「頑張ること、素敵な人と美味しいものを知ること」と答えた。2018年5月11日、113歳325日で死去。 